# A193 (Russland)
Die A 193 ist eine russische Fernstraße in der Oblast Kaliningrad. Bei einer Länge von 46 Kilometern führt sie in Ost-West-Richtung von Kaliningrad (Königsberg (Preußen)) über Primorsk (Fischhausen) nach Baltijsk (Pillau).
Die heutige A 193 verläuft auf einem Teilstück der ehemaligen deutschen Reichsstraße 131, die von Pillau über Königsberg weiter über Gerdauen (heute russisch: Schelesnodoroschny), Angerburg (heute polnisch: Węgorzewo), Lötzen (Giżycko) bis nach Arys (Orzysz) führte.

## Verlauf der A 193
Oblast Kaliningrad:
Stadt Kaliningrad:
- 00 km – Kaliningrad (Königsberg (Preußen)) (→ A 190, A 191, A 194 (= Europastraße 28), A 195, A 196 und A 229 (= Europastraße 28 und Europastraße 77))

Stadtkreis Swetly:

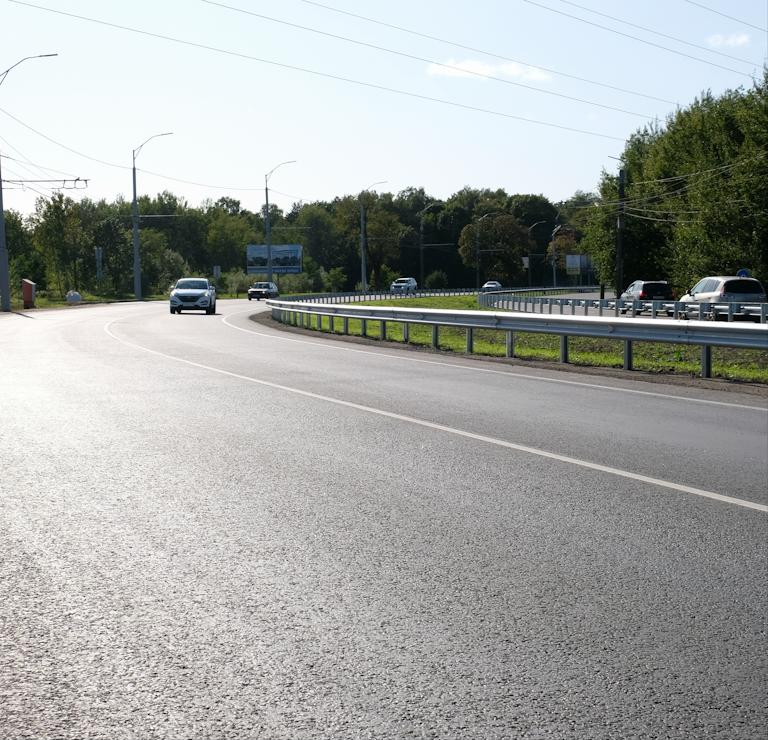
Straße bei Kaliningrad

- 17 km – Wsmorje (Groß Heydekrug, 1939–45: Großheidekrug)
- 18 km – Wolotschajewskoje (Marschenen)
- 19 km – Ischewskoje (Widitten)

Rajon Selenogradsk:
~ Kaliningradski owodny kanal (Königsberger Abwasserkanal) ~
- 25 km – Podoroschnoje (Forken)
- 28 km – Kostrowo (Bludau)
- 30 km – Doroschnoje (Kaspershöfen)
- 31 km – Serjogino (Ludwigsfelde)

Stadtkreis Baltijsk:
- 32 km – Krylowka (Wischrodt)
- 35 km – Primorsk (Fischhausen) (→ A 192)
- 46 km – Baltijsk (Pillau)